# Nikolaj Žukovski
Nikolaj Jegorovič Žukovski (17. siječnja 1847. – 17. ožujka 1921.), ruski fizičar. 
Posebno se bavio aeromehanikom i hidromehanikom. Razradio je metode eksperimentalne aerodinamike i organizirao u Moskvi aerodinamički laboratorij (1902.), u kojem je bio izgrađen aerodinamički tunel. Žukovski je dao niz važnih radova na području hidromehanike. Njegovi se radovi dijelom odnose i na astronomiju i matematiku. Prvi je primjenjivao u aerodinamici i hidromehanici teoriju funkcija kompleksne varijable.
Po njemu se naziva kompleksna funkcija {\displaystyle f(z)={\frac {1}{2}}(z+{\frac {1}{z}})} koja ima jedan singularitet, {\displaystyle z_{0}=0}, i to je pol prvog reda. Ova funkcija je značajna u geometriji jer preslikava polupravce (zrake) u hiperbole, kružnice u elipse, itd.

## Vanjske poveznice
|  | Zajednički poslužitelj ima još gradiva o temi Nikolaj Žukovski |